# Reprezentacja Mongolii na Mistrzostwach Świata w Narciarstwie Klasycznym 2009
Reprezentacja Mongolii na Mistrzostwach Świata w Narciarstwie Klasycznym 2009 liczyła 4 sportowców. Najlepszym wynikiem było 69. miejsce (Otgontsetseg Chinbat) w biegu kobiet na 15 km.

## Medale

### Złote medale
Brak

### Srebrne medale
Brak

### Brązowe medale
Brak

## Wyniki

### Biegi narciarskie mężczyzn
Sprint
- Khurelbaatar Khash-erdene - 107. miejsce (odpadł w kwalifikacjach)
- Dorjgotov Tumur - 122. miejsce (odpadł w kwalifikacjach)

Bieg na 30 km
- Dorjgotov Tumur - 75. miejsce
- Khurelbaatar Khash-erdene - nie ukończył

### Biegi narciarskie kobiet
Sprint
- Erdene-Ochir Ochirsuren - 90. miejsce (odpadła w kwalifikacjach)
- Otgontsetseg Chinbat - 94. miejsce (odpadła w kwalifikacjach)

Bieg na 15 km
- Otgontsetseg Chinbat - 69. miejsce